# Bad (canção de U2)

"Bad" é a sétima faixa do álbum de 1984 dos U2, The Unforgettable Fire. 
A canção fala sobre a adicção à heroína, e tornou-se um marco nas suas actuações ao vivo, particularmente após uma notável performance no Live Aid na qual Bono dançou com uma mulher na audiência. Muitas vezes considerada como favorita pelos fãs, é uma da canções mais frequentemente tocadas em concerto. No ano seguinte (1985), foi lançado a versão ao vivo de Bad, na coletânea Wide Awake in America. Também comparece em concertos (Elevation: Live From Boston), vídeos (The Best of 1980-1990 Video, The Unforgettable Fire Collection e Rattle and Hum - Movie and Video.